# Polystichum distans
Polystichum distans är en träjonväxtart som beskrevs av Eugène Pierre Nicolas Fournier. Polystichum distans ingår i släktet Polystichum och familjen Dryopteridaceae. Inga underarter finns listade.